# Paralethus
Paralethus is een geslacht van rechtvleugeligen uit de familie Episactidae. De wetenschappelijke naam van dit geslacht is voor het eerst geldig gepubliceerd in 2006 door Rowell & Perez-Gelabert.

## Soorten
Het geslacht Paralethus  is monotypisch en omvat slechts de volgende soort:
- Paralethus insolitus (Rowell & Perez-Gelabert, 2006)